# Alexandre-François Desportes
Alexandre-François Desportes, pintor francés (* 1661, Chanpigneul, † 1743, París). Se le considera el fundador del género animalístico francés.
Fue aprendiz de Nicasius Bernaerts, alumno de Frans Snyders, que residía en París. Con ese maestro se impregnó de la tradición flamenca pero dulcificó la fuerza del barroquismo en sus composiciones.
Fue admitido en la Real Academia de Pintura y Escultura en 1699. De 1700 hasta su muerte ejecutó numerosos cuadros para las residencias reales francesas de Versalles, Marly-le-Roi, Meudon, Compiègne y Choisy tanto para Luis XIV como para Luis XV. Pintor de caza y de los perros favoritos de los reyes, Desportes acompañaba en todas las cacerías a estos dos reyes, realizando bocetos en vivo de los cuales al final de la cacería el rey escogía los que serían llevados al lienzo.
Desportes murió en 1743, dejando una gran cantidad de estudios de animales, plantas y paisajes en su taller. En 1784, el conde de Angevilliers, Director de las Residencias Reales adquirió estos bocetos para que sirvieran de modelo a los pintores de la Manufactura de Sevres.
En el museo del Louvre se puede ver un autorretrato suyo y sus mejores cuadros.